# I DOLL U
『I DOLL U』（アイドールユー）は、オトメイトより2015年7月16日に発売されたPlayStation Vita用ゲームソフト。
キャラクターデザインは藤原ここあ。音楽は杉浦勇紀が手掛けており、コーラスとして杉浦のバンド・Heinrich Von Ofterdingenのボーカルであるmiquiが参加している。
また、本作では、作中の楽曲を用いたリズムゲームモードや、画面に触れることでアイドルにキスができる「KISS MODE」などが収録されている。

## あらすじ
本作の物語は章立てになっており、第5章終了後は、その時点で好感度が最も高いキャラクターとの個別ルートに入る。個別ルートでは、アイドルたちの秘密や、主人公の兄・マナカの失踪の真相が描かれる。
主人公・天音アイカのもとに、アイドルグループ「Re;Rise」のリーダーである兄・マナカから小包が届く。中身はは男性もののウィッグと洋服、そして兄からの手紙が入っていた。手紙には「旅に出るから自分と入れ替わってほしい」という旨の依頼文がつづられており、彼女は兄に何かあったんだろうと悟り、兄の頼みを引き受け入れることを決意する。
そして、兄と入れ替わったアイカは、「Re;Rise」のメンバーの住む寮に来て早々、 その一人である魁 イツキと出会う。当初イツキはアイカを追っかけと勘違いして注意するも、兄の所在を知りたいアイカはわざと足を踏む。ところがイツキはマゾヒストであり、アイカを「マイ・ダァム」（貴女）と呼び、すり寄ってくる。それでも、イツキはアイカの事情を知り、「Re;Rise」へと迎え入れる。
その後、デビューライブが行われ、パフォーマンスはうまくいったものの、その後のトークで言い争いになり、中止という結果に終わる。それでもメンバーの問題行動が原因で兄がグループを去ったと確信したアイカは、あらためて彼らの矯正を決心する。
「Re;Rise」のマネージャーである米沢は、汚名を返上すべく、ファンと交流できるアイドルカフェでの無償奉仕の仕事を持ってくるが、初日からトラブルを起こす。
アイカはアイドルとしての彼らの良さを理解できなかったが、歌のレッスンを通じて彼らの得意分野が歌であることを知った彼女は、ある行動に出る。

## 登場人物
天音 アイカ（あまね アイカ）
名前変更可能。本作の主人公。兄の頼みで、髪を短くして彼の代わりを務めることになった。

御神 ルカ（みかみ ルカ）
声 - KENN
19歳。180cm。4月6日生まれ。AB型。
「Re;Rise」のメンバー。才能にはあふれているが、女性との会話が苦手であり、事務所を解雇されたという経緯を持つ。また、テレビから流れてくる女性の声に対してもおびえる場面がある。
獅堂 レオ（しどう レオ）
声 - 下野紘
16歳。159cm。2月22日生まれ。A型。
「Re;Rise」のメンバーで、グループ内では一番芸歴が長い。アイドルとして活動するときは黒い猫耳と尻尾をつけ、猫っぽいキャラクターとなる。一方で、猫キャラを卒業したいとも考えている。
黒夢 ツバサ（くろゆめ ツバサ）
声 - 前野智昭
19歳（見た目）。189cm。誕生日不明。
「Re;Rise」のメンバー。魔界出身の魔族であり、言動も悪魔的である。ピーター（声 - 梅原裕一郎）という眷属を連れている。
諸星 セイヤ（もろぼし セイヤ）
声 - 細谷佳正
17歳。178cm。1月23日生まれ。O型。
「Re;Rise」のメンバー。よく問題行動を起こすタイプで、自身のSNSを炎上させているほか、グループに関する問題の原因の7割は彼である。また、「最高の瞬間」を「マジェスティックエンターテイメント」と呼ぶといった独特な言い回しを多用することも、SNSの炎上のもう一つの原因となっている。
魁 イツキ（さきがけ イツキ）
声 - 森久保祥太郎
20歳。185cm。9月15日生まれ。B型。
「Re;Rise」のメンバー。心優しく才能あふれるが、マゾヒストでもあり、アイカを運命の相手と思い込む。
天音 マナカ（あまね マナカ）
声 - 立花慎之介
アイカの兄。何事もそつなくこなす。失踪の原因はメンバーをまとめられなくなったからではないかとうわさされている。
米沢マネージャー（よねざわマネージャー）
声 - 鳥海浩輔
「Re;Rise」のマネージャーで、営業に長けている。メンバーの起こした問題の謝罪のため菓子折りを持って行くことが増え、土下座行脚と嘆くことがある。

## 関連商品

### CD

#### 主題歌CD
- I Doll U／歌 - Re;Rise（KENN&下野紘&前野智昭&細谷佳正&森久保祥太郎）（2015年4月22日発売）

#### キャラクターソングシリーズ
- You Need Me／歌 - 御神ルカ（CV.KENN）（2015年8月5日発売）
- エボリューションだニャン／歌 - 獅堂レオ（CV.下野紘）（2015年9月2日発売）
- LOVE COUNT DOWN 〜宿世の花嫁〜／歌 - 黒夢ツバサ（CV.前野智昭）（2015年9月2日発売）
- 世界を敵にまわしても／歌 - 諸星セイヤ（CV.細谷佳正）（2015年10月7日発売）
- 独り言のLOVESONG／歌 - 魅イツキ（CV.森久保祥太郎）（2015年10月7日発売）

#### その他
- PS Vita「I DOLL U」 オリジナルサウンドトラック（2015年11月27日）
- I DOLL U コンプリートベストアルバム／Re;Rise（KENN&下野紘&前野智昭&細谷佳正&森久保祥太郎）（2016年1月13日発売）

## 主題歌
「IDOLLU」
作詞・作曲・編曲 - 近藤圭一 / 歌 - 御神ルカ（KENN）、獅堂レオ（下野紘）、黒夢ツバサ（前野智昭）、諸星セイヤ（細谷佳正）、魁イツキ（森久保祥太郎）

## 評価

### 楽曲に対する評価
風のイオナは4Gamer.netに寄せた記事の中で、全体的にカラフルな楽曲に満ちていると評価している。
このうち、オープニングテーマ「I DOLL U メインテーマ」については、全体的にキラキラした解放感があふれる、中間部の不安じみた展開は主人公の内面を表現しているようだと述べている。同時に、風のイオナは再び突っ走っていく後半への盛り上がりも気持ちがいいと評価している。
風のイオナは男性アイドルのBGMについても評価をしており、このうちルカのテーマである「ルカパニック」は明るくも控えめで彼の性格に合っていると述べている。「レオレオEvolution」については猫キャラクターのレオをそのまま音楽で表現したようだと評している。